# Apollo Licio
L'Apollo Licio o Apollo Liceo (in lingua greca Ἀπόλλων Λύκειος , Apollōn Lukeios) è una scultura in bronzo  attribuita a Prassitele ed oggi esistente solo attraverso copie marmoree di epoca romana del I secolo a.C. e raffigurazioni sulle monete. La fama della statua diede il via a tutta una tipologia di statuaria conosciuta per l'appunto come "tipo Apollo Licio".

## Storia e descrizione

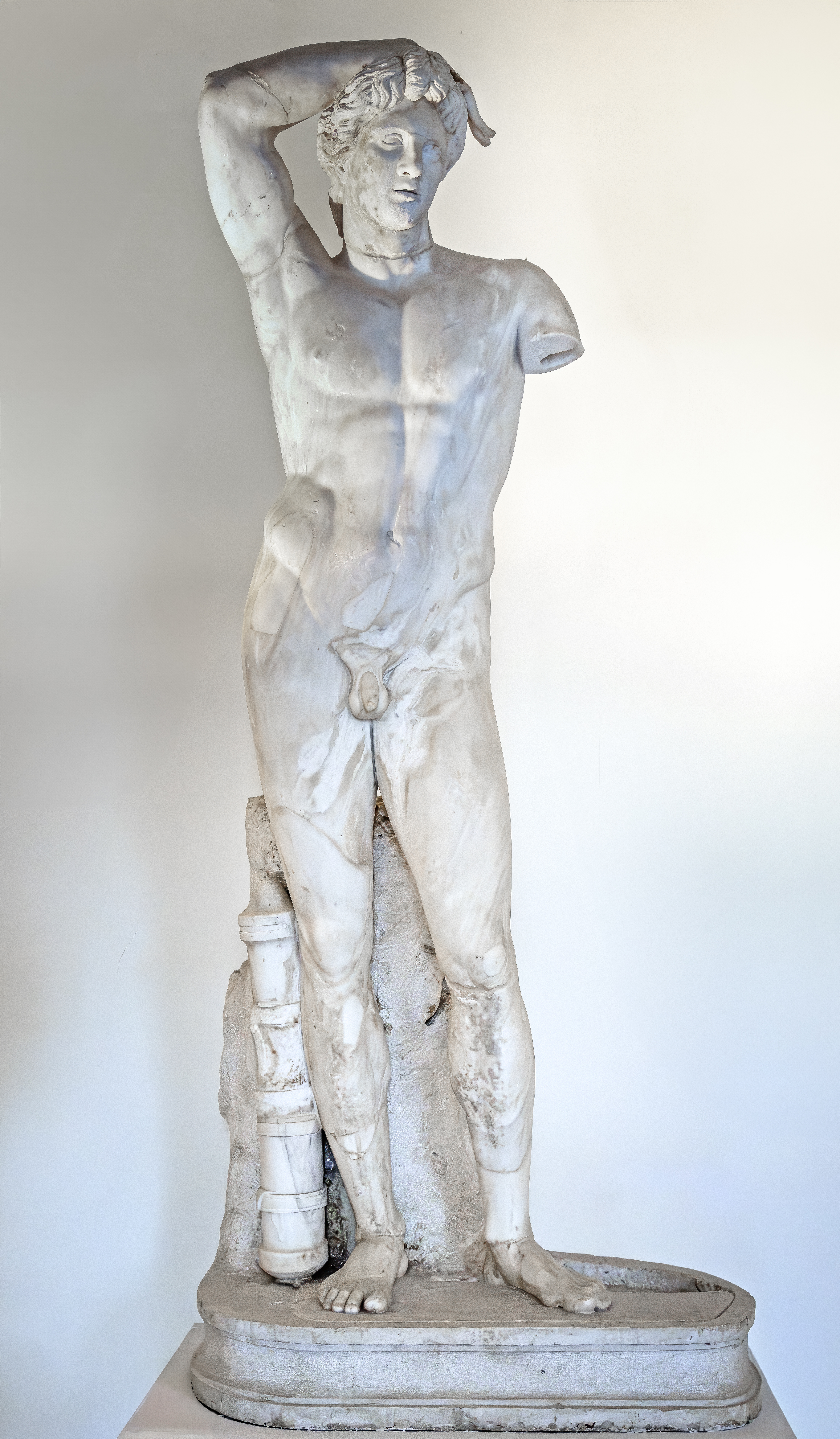
Tipo di Apollo Licio - Museo archeologico nazional Venezia

Il dio Apollo viene mostrato mentre se ne sta appoggiato ad un supporto, un tronco d'albero o un cavalletto, mentre l'avambraccio destro tocca la parte superiore della testa; i capelli sono fissati in trecce sulla sommità del capo in un taglio di capelli tipico dell'infanzia e della primissima gioventù. Alcuni dei suoi modelli principali sono l'"Apollino" di Firenze e l'"Apollo Medici" conservato alla galleria degli Uffizi.
È stato chiamato "Liceo" dopo la sua identificazione con un'opera perduta descritta, anche se non attribuita ad alcuno scultore specifico, da Luciano di Samosata come presente nel Liceo di Aristotele, originariamente uno dei ginnasi dell'antica Atene. Secondo l'autore del II secolo d.C. il dio stava appoggiato su un supporto, con l'arco nella mano sinistra e la destra appoggiata sulla testa, mostrato come se fosse a riposo dopo un lungo sforzo.
L'attribuzione al maestro ateniese, sulla base delle proporzioni allungate, della posa elegante e dell'anatomia generale un po' da effeminato, così come caratterizzato dalla storica dell'arte italiana Brunilde Sismondo Ridgway, è tradizionalmente sostenuta anche per la somiglianza con l'Hermes con Dioniso oggi al museo archeologico di Olimpia; di volta in volta il tipo di "Apollo Licio" è stato passato e visto come replica dell'"Hermes".
Il confronto per individuarne l'autore si basa essenzialmente sull'"Apollino", la cui testa ha proporzioni del tutto simili a quella dell'Afrodite cnidia ed il cui contrapposto assai pronunciato conferma l'idea di lunga data che possa trattarsi dello stile peculiare della scuola di Prassitele, nonostante le molte differenze esistenti tra le copie prodotte in seguito.
Tuttavia la maggior parte degli esemplari di questo tipo presenta una muscolatura pronunciata che non assomiglia ai tipi maschili normalmente attribuiti a Prassitele; è stato anche supposto che possa in realtà trattarsi di un'opera del suo contemporaneo Eufranore, o anche risalente ad un'epoca storica successiva. L'Apollino da parte sua sarebbe quindi una creazione eclettica di epoca romana che mescola stili diversi, dal secondo classicismo in poi (IV secolo a.C.).
La famosa posa con il braccio appoggiato sulla testa era così accuratamente identificata con Apollo che è stata utilizzata per la scultura del giovane Antinoo raffigurato come il dio solare a Leptis Magna, uno dei grandi esempi di arte adrianea. Con le raffigurazioni prima ellenistiche e poi romane di un Dioniso giovane tipologicamente non sempre distinguibile da Apollo la posa sembra essere stata ereditata, come si può notare ad esempio nella scultura romana del II secolo del Dioniso Ludovisi.
La posa viene utilizzata anche nella statua di Amazzone ferita ed ha una lunga tradizione convenzionale anche nel tipo di Arianna addormentata per dare il senso d'abbandono e stanchezza.